# Панконтинентальный чемпионат по кёрлингу
Панконтинентальный чемпионат по кёрлингу (англ. Pan-Continental Curling Championships) — ежегодный международный турнир национальных сборных по кёрлингу, проводимый как для мужских, так и для женских команд под эгидой Всемирной федерации кёрлинга (WCF).
Наряду с чемпионатом Европы является квалификационным соревнованием к чемпионатам мира среди мужчин и женщин. Проводится в первой половине международного кёрлинг-сезона «весна-осень». Начиная с сезона 2022—2023 заменяет Тихоокеанско-азиатский чемпионат по кёрлингу и квалификационные соревнования в Американской зоне (англ. en:Americas Challenge). В нём примут участие команды как из Американской, так и из Тихоокеанско-азиатской зон.
Соревнования разделены на два дивизиона, А и В. В дивизионе А играют восемь мужских и восемь женских команд — пять лучших команд Тихоокеанско–азиатской зоны и три из Американской зоны. На соответствующий чемпионат мира квалифицируются команды, занявшие в дивизионе А первые пять мест (если одна из стран, которая должна была бы в обычном случае участвовать в Панконтинентальном чемпионате, является страной-организатором соответствующего чемпионата мира, то она квалифицируется на чемпионат мира вне зависимости от занятого места, а по результатам Панконтинентального чемпионата квалифицируются только четыре лучшие команды). Команда, занявшая в дивизионе А последнее место, на следующий год выступает в дивизионе В, её место в дивизионе А занимает команда, занявшая первое место в дивизионе В.
Официальный хештег чемпионата 2022: #PCCC2022 .

## Места проведения и призёры

### Мужчины
| Год  | Место проведения | Золото | Серебро | Бронза | 4-е место | 5-е место        |
| 2022 | Калгари (Канада) | Канада Брэд Гушу, Марк Николс, И Джей Харнден, Джефф Уокер, запасной: Nathan Young, тренер: Джулс Овчар, нац.тренер: Джефф Стоутон | Республика Корея Ким Чхан Мин, Сон Се Хён, О Ын Су, Ли Ги Бок, запасной: Ким Мин Чхан, тренер: Лим Мён Соп             | США Кори Дропкин, Эндрю Стопера, Марк Феннер, Том Хауэлл, запасной: Рич Руохонен, тренер: Mark Lazar, нац.тренер: Филл Дробник           | Япония    | Новая Зеландия   |
| 2023 | Келоуна (Канада) | Канада Брэд Гушу, Марк Николс, И Джей Харнден, Джефф Уокер, запасной: Джим Коттер, тренер: Калеб Флэкси, нац.тренер: Джефф Стоутон | Республика Корея Пак Чон Док, Чон Ён Сок, О Сын Хун, Сон Джи Хун, запасной: Ли Ги Бок, тренеры: Lee Yejun, Майк Харрис | Япония Рику Янагисава, Цуёси Ямагути, Такэру Ямамото, Сатоси Коидзуми, запасной: Синго Усуи, тренер: Боб Урсел                           | США       | Новая Зеландия   |
| 2024 | Лаком (Канада)   | Китай Сюй Сяомин, Фэй Сюэцин, Ван Чжиюй, Ли Чжичао, запасной: Ye Jianjun, тренер: Тань Вэйдун                                      | Япония Тэцуро Симидзу, Синъя Абэ, Hayato Sato, Харуто Оути, запасной: Сота Цуруга, тренеры: Боб Урсел, Makoto Tsuruga  | США Джон Шустер, Крис Плайс, Колин Хафман, Мэтт Хэмилтон, запасной: Джон Лендстейнер, тренер: Theran Michaelis, нац.тренер: Филл Дробник | Канада    | Республика Корея |

### Женщины
| Год  | Место проведения | Золото | Серебро | Бронза | 4-е место | 5-е место      |
| 2022 | Калгари (Канада) | Япония Сацуки Фудзисава, Тинами Ёсида, Юми Судзуки, Юрика Ёсида, запасной: Котоми Исидзаки, тренер: Джей Ди Линд                      | Республика Корея Ха Сын Ён, Ким Хе Рин, Ян Тхэ И, Ким Су Джин, тренер: Ли Сын Джун                                               | Канада Керри Эйнарсон, Вал Свитинг, Шэннон Бёрчард, Бриан Харрис, запасной: Рашель Браун, тренер: Рид Карразерс, нац. тренер: Jeffery Hoffart   | США       | Новая Зеландия |
| 2023 | Келоуна (Канада) | Республика Корея Ким Ынджи, Ким Мин Джи, Ким Су Джи, Соль Е Ын, запасной: Соль Е Джи, тренеры: Shin Dongho, Guy Hemmings              | Япония Сацуки Фудзисава, Тинами Ёсида, Юми Судзуки, Юрика Ёсида, запасной: Котоми Исидзаки, тренеры: Джей Ди Линд, Рёдзи Онодэра | США Табита Питерсон, Кори Тиес, Бекка Хэмилтон, Тара Питерсон, запасной: Вики Персингер, тренер: Кэти Овертон-Клэпем, нац. тренер: Филл Дробник | Канада    | Новая Зеландия |
| 2024 | Лаком (Канада)   | Канада Рейчел Хоман, Трэйси Флёри, Эмма Мискью, Сара Уилкс, запасной: Рашель Браун, тренер: Виктор Челль, нац.тренер: Рене Зонненберг | Республика Корея Ким Ынджи, Ким Мин Джи, Ким Су Джи, Соль Е Ын, запасной: Seol Yeji, тренеры: Shin Dongho, Guy Hemmings          | Китай Ван Жуй, Хань Юй, Дун Цзыци, Цзян Цзяи, запасной: Су Тинъюй, тренер: Цзан Цзялян, нац.тренер: Тань Вэйдун                                 | Япония    | США            |